# (20974) 1981 EO2
A (20974) 1981 EO2 a Naprendszer kisbolygóövében található aszteroida. Schelte J. Bus fedezte fel 1981. március 2-án.